# Diplasiolejeunea ornata
Diplasiolejeunea ornata là một loài Rêu trong họ Lejeuneaceae. Loài này được Pocs & Schaf.-Verw. mô tả khoa học đầu tiên năm 2006.